# Shun Takagi
Shun Takagi (高木 駿 Takagi Shun?), född 22 maj 1989 i Kanagawa prefektur, är en japansk fotbollsspelare.
Takagi började sin karriär 2012 i Kawasaki Frontale. 2014 blev han utlånad till JEF United Chiba. Han spelade 40 ligamatcher för klubben. Han gick tillbaka till Kawasaki Frontale 2016. 2017 flyttade han till Oita Trinita.